# OKI (ミュージシャン)

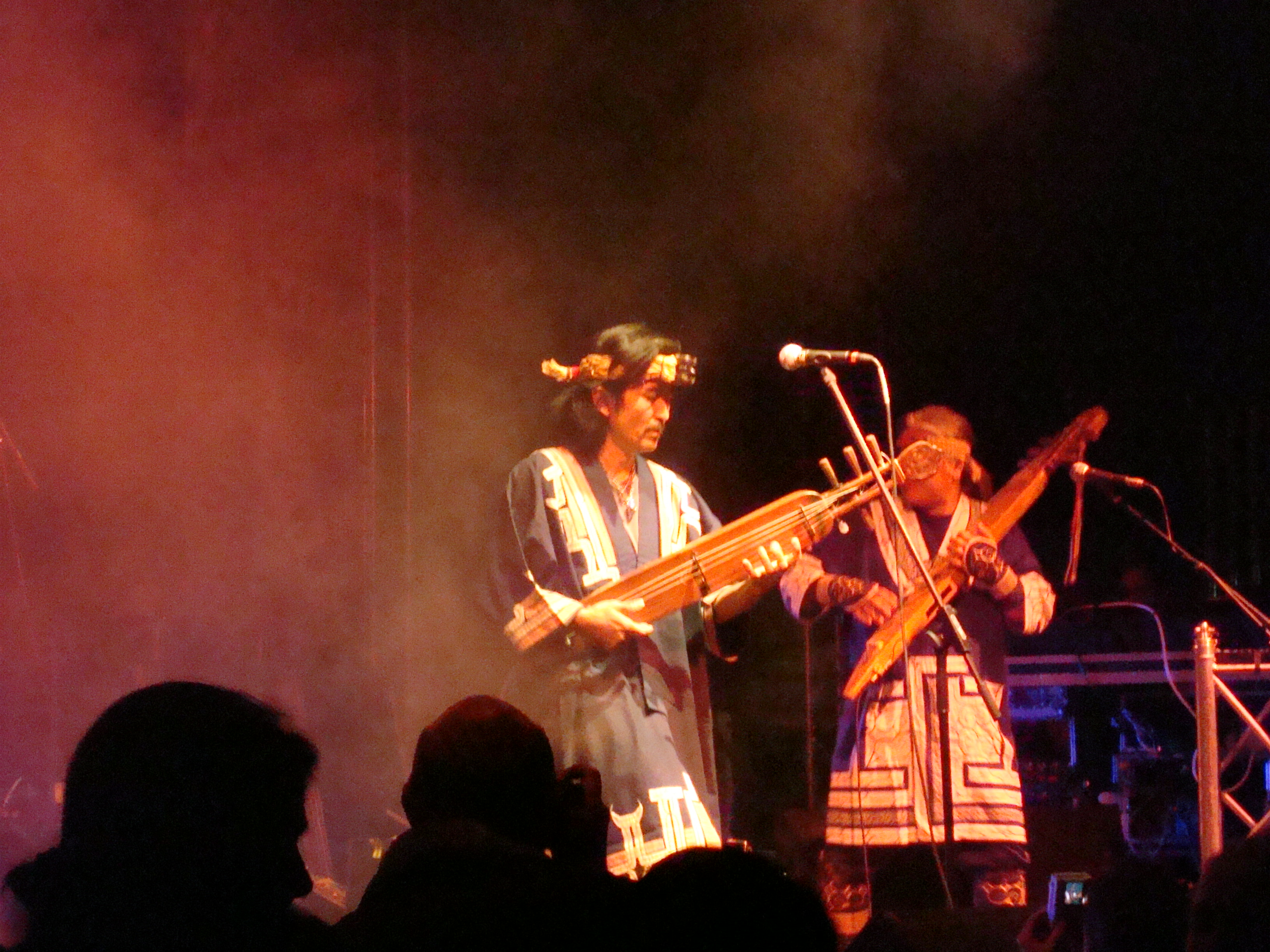
OKI (ミュージシャン)

OKI（オキ、加納 沖、1957年 － ）は、トンコリ奏者。OKI DUB AINU BANDの中心メンバー。トンコリとボーカルを担当。トンコリやアイヌの伝統歌「ウポポ」によるアイヌ伝統音楽を基調に、ダブ、レゲエ、ロック、アフロ・ビートなど世界のルーツ音楽を取り入れた音楽を制作、マレウレウの音楽プロデューサー。チカルスタジオ所属。息子はASOUNDのドラマーManaw。

## 人物・来歴
砂澤ビッキと画家山田美年子（加納美年子）の長男として北海道に生まれ、母の再婚により加納光於の養子となる。神奈川県育ち、北海道当麻町在住。
神奈川県立茅ケ崎高等学校出身、東京芸術大学美術学部工芸科を卒業。
大学時代に自身がアイヌの血を引いていることを知る。
1992年、姫田忠義の「民族文化映像研究所」で撮影を担当する。
旭川市の川村カ子トアイヌ記念館の館長で親戚である川村兼一からもらったトンコリを独学で学ぶ。
1995年、アルバム「カムイ コル ヌプルペ」発表。収録曲「ウトゥワスカラプ」は、「キムスポ」のエカシの言葉にオキがメロディーをつけて生まれた曲。「トパットゥミ（襲撃）」「ネヒコラチ（いつものように）」は、アイヌ語の詩を葛野エカシ自ら書き下ろしたオキとの共作である。
2005年以降、OKI DUB AINU BANDは世界各国の音楽フェスティバルに出演。  
2006年、「OKI DUB AINU BAND」を発表。  
2007年「ダブ アイヌ バンド ライブ イン ジャパン」発表。安東ウメ子と共演、プロデュースを手がける。  
2008年 北海道文化賞奨励賞受賞。  
2012年、マレウレウの「もっといて、ひっそりね。」 プロデュース。
2016年12月26日 北海道150年音楽祭（札幌）出演

## 作品
CDアルバム・シングル
- HANKAPUY（feat.安東ウメ子） 1999年
- KAMUY KOR NUPURPE 2001年
- NO-ONES LAND 2002年
- DUB AINU 2004年
- トンコリ 2005年
- KiLA&OKI 2006年
- 熊出没（ベストアルバム） 2006年
- DUB AINU DELUXE 2006年
- OKI DUB AINU BAND 2006年
- SAKHALIN ROCK 2010年
- HIMALAYAN DUB 2011年

プロデュース
- IHUNKE 安東ウメ子 2001年5月20日
- UPOPO SANKE 安東ウメ子 2003年12月14日
- 「もっといて、ひっそりね。」 マレウレウ 2012年

参加作品
- 「白い船」オリジナル・サウンドトラック 角松敏生 2002年6月26日
- INCARNATIO 角松敏生 2002年10月30日 （トンコリとコーラス）
- Summer 4 Rhythm 角松敏生 2003年8月6日

絵本
- カンナカムイと娘 語り・小田イト 絵・OKI

著作
- 「アイヌ ラックル エカシと北海道」『北海道と沖縄』 分担執筆 札幌学院大学 2003年3月31日

## 出演
- 『OKI インカラ チャシ』 FM AIR-G’ 2007年11月～
- 『ケータイ捜査官7』オープニングナレーション